# Mareuil-sur-Arnon
 Mareuil-sur-Arnon  es una población y comuna francesa, situada en la región de  Centro, departamento de Cher, en el distrito de Bourges y cantón de Chârost.

## Demografía
| 869 | 822 | 715 | 659 | 611 | 591 |
| Para los censos de 1962 a 1999 la población legal corresponde a la población sin duplicidades (Fuente: INSEE [Consultar]) |     |     |     |     |     |